# 瓦爾梅區
瓦爾梅區（西班牙語：Distrito de Huarmey），是秘魯的一個區，位於該國北部安卡什大區的瓦爾梅省，始建於1857年1月2日，面積2,899.76平方公里，海拔高度7米，2005年人口20,775，人口密度為每平方公里7.2人。